# Pioneer (Californie)
Pour les articles homonymes, voir Pioneer.
Pioneer est une census-designated place du comté d'Amador, dans l'État de Californie, aux États-Unis,. En 2020, elle compte une population de 1 066 habitants.